# Бураново (Усть-Калманский район)
Бура́ново — село в Усть-Калманском районе Алтайского края России. Входит в состав Кабановского сельсовета.

## История
Село Бураново учтено при переписи населения в 1926 году в Списке населенных мест Сибирского края (порядковый номер по округу 519). Указан год основания села — 1720. Село находилось в составе Покровского района Рубцовского округа, отмечено, что там была одна лавка, сельский совет и начальная школа.

## География
Село Бураново находится в южной части Алтайского края, на правом берегу реки Чарыш, притоке реки Обь. Возле села есть озеро Новая Старица, протекает река Камышинка.
Климат
Климат в районе села резко континентальный, поселение входит в умеренно теплую климатическую зону. В январе средняя температура воздуха минус 17,7 °C. В самый морозный месяц — январь, температура воздуха может опускаться до минус 30—35 °C. Самый жаркий месяц — июль. Средняя температура плюс 19,8 °C, воздух может прогреваться до +30—35 °C. Период без морозов составляет 120—130 дней в году. Годовое количество солнечных дней 250—260. За год выпадает от 450 мм до 500 мм осадков, преимущественно в летнее время. Господствующие ветра имеют юго-западное направление.
Расстояние до
- районного центра Усть-Калманка 28 км.
- областного центра Барнаул 159 км.

Уличная сеть
В селе 5 улиц: Луговая, Нагорная, Новая, Степная и Школьная.
Ближайшие села
Усть-Ермилиха 4 км, Воробьёво 5 км, Кособоково 6 км, Новобураново 11 км, Кабаново 11 км, Усть-Порозиха 14 км, Западный 14 км, Пономарёво 15 км, Усть-Камышенка 17 км, Ельцовка 18 км, Берёзовка 19 км, Степной 22 км.

## Население
| 1926 | 1997 | 1998 | 1999 | 2000 | 2001 | 2002 |
| ---- | ---- | ---- | ---- | ---- | ---- | ---- |
| 1344 | ↘324 | ↗337 | ↘314 | ↘310 | ↘301 | ↗303 |
| 2003 | 2004 | 2005 | 2006 | 2007 | 2008 | 2009 |
| ↘299 | ↗301 | ↘284 | ↘281 | ↘272 | ↘260 | ↘257 |
| 2010 | 2011 | 2012 | 2013 |      |      |      |
| ↘231 | ↗232 | ↘218 | ↘207 |      |      |      |

## Инфраструктура
МКОУ «Бурановская основная общеобразовательная школа», почтовое отделение, ФАП, магазин.
Транспорт
По району проходит автодорога Алейск — Чарышское, Бураново с районным центром и соседними населёнными пунктами связывает сеть региональных автодорог. Автостанция в Усть-Калманке предоставляет услуги по перевозке пассажиров на 12 междугородных и пригородных маршрутах.
Ближайшая железнодорожная станция находится в городе Алейске.